# Codonanthopsis dissimulata
Codonanthopsis dissimulata är en tvåhjärtbladig växtart som först beskrevs av Harold Emery Moore, och fick sitt nu gällande namn av Wiehler. Codonanthopsis dissimulata ingår i släktet Codonanthopsis och familjen Gesneriaceae. Inga underarter finns listade i Catalogue of Life.